# Quemigny-Poisot
Quemigny-Poisot foi uma antiga comuna francesa na região administrativa da Borgonha-Franco-Condado, no departamento de Côte-d'Or. Estendia-se por uma área de 11,13 km². Em 2010 a comuna tinha 197 habitantes (densidade: 17,7 hab./km²).
Em 1 de janeiro de 2019, passou a fazer parte da nova comuna de Valforêt.